# 殷世楫
殷世楫（？—？），漢軍正白旗人，清朝官員。監生出身。

## 生平
殷世楫於1755年（乾隆20年）接替盧士吉，於台灣台北地區擔任八里坌巡檢一職，是大台北地區的地方父母官。